# (6793) Palazzolo
(6793) Palazzolo est un astéroïde de la ceinture principale.

## Description
(6793) Palazzolo est un astéroïde de la ceinture principale. Il fut découvert le 30 décembre 1991 à Bassano Bresciano par l'observatoire de Bassano Bresciano. Il présente une orbite caractérisée par un demi-grand axe de 2,68 UA, une excentricité de 0,16 et une inclinaison de 4,9° par rapport à l'écliptique.

## Compléments